# Kavar
Kavar (en persan : كوار) est le chef-lieu de la préfecture de Kavar dans la Province du Fars en Iran. D'après les recensements effectués dans le pays, la population de la ville est passée de 16 611 (1996) à 22 534 (2006), 26 342 (2011), puis 31 711 habitants en 2016.
Les ruines d'un pont datant probablement du IIIe siècle sous la dynastie des Sassanides sont visibles à environ 1 km au sud de Kavar.